# TrueType
TrueType es un formato estándar de tipos de letra escalables desarrollado inicialmente por Apple Computer a finales de la década de los ochenta para competir comercialmente con el formato "Type 1" de Adobe Systems, el cual estaba basado en el lenguaje de descripción de página conocido como PostScript. Una de las principales fortalezas de TrueType era que ofrecía a los diseñadores de tipografía un mayor grado de control (mediante sugerencias) sobre la forma en que los caracteres se mostraban en pantalla o en impresos a tamaños menores, con lo cual se lograba una mejor legibilidad. El sistema operativo Microsoft Windows 3.1, aparecido en 1992 incluyó un programa de escalado de tipos de letra capaz de gestionar estas fuentes.

## Historia
TrueType  fue conocido durante la etapa de desarrollo, al principio con el codename "Bass" y más tarde con el codename "Royal".
Apple vendió una licencia a Microsoft para permitir la utilización de las pólizas TrueType, haciéndolas perfectamente compatibles entre Mac OS y  Windows. Sin embargo, al principio no había una compatibilidad real entre  PC y  Mac s, y fueron necesarias utilidades como Panose para poder resolver la dificultad.

## Creación de fuentes tipográficas TrueType
La creación de fuentes tipográficas es una tarea especializada que requiere sólidos conocimientos en Tipografía, y el manejo de aplicaciones de software especializadas. Dentro de estas aplicaciones, en la creación de fuentes True Type se destaca Fontlab, que, en la actualidad, ha sustituido a Fontographer para los mismos fines. El programa Corel Draw permite, desde hace varias versiones, la creación y exportación de tipografías TrueType aunque -como herramienta de diseño tipográfico- no se halla al nivel de las mencionadas anteriormente.

## Procesamiento de tipos
Los archivos de tipografía TrueType están compuestos por elementos vectoriales que emplean funciones cuadráticas, aunque ocupan más cantidad de memoria y contiene sugerencias para la mejora de la visualización a bajas resoluciones. La tecnología TrueType incorpora el gestor de tipos en el propio sistema operativo a partir de Windows 3.1 y de Mac OS 7.0.
En la plataforma Macintosh, las (mal llamadas) "fuentes" eran originalmente almacenadas en archivos hechos a mano que especificaban las ubicaciones de cada pixel para un tamaño en particular. Si el usuario deseaba visualizar un carácter a un tamaño distinto, el administrador tipográfico buscaba la mayor similitud y aplicaba algoritmos básicos de escalamiento. Cuando eran escalados a grandes tamaños, se producía el efecto de pixelado. 
Los archivos de contorno True Type tienen la extensión .ttf y al ser cargados en memoria, el gestor de tipos de Windows crea un fichero .fot en la Carpeta del Sistema, en el caso de las computadoras MacIntosh, y en el directorio C:\windows\system en el caso de los PC e indica el nombre de la "fuente" y la ubicación del archivo. A partir del sistema operativo Windows 95, se ha simplificado la gestión de los archivos True Type.
Las letras en el formato True Type se describen mediante funciones cuadráticas que son convertidas en el mapa de bits necesario. Luego, con el fin de mantener buena calidad a resoluciones más bajas, los contornos se ajustan a una retícula de salida. Esta información es parte del tipo en sí mismo. La tecnología tiene un conjunto extenso y flexible de instrucciones para la adecuación a la retícula lo que permite que los desarrolladores y fabricantes de tipografías incorporen su propia tecnología de escalado, pudiéndose luego añadir datos adicionales a la fuente. Dentro del archivo la información se agrupa en bloques diferenciados. Por ejemplo, la información para la "rasterización" (generación) del carácter se almacena en una tabla denominada Glyph Data Table (Tabla de datos de glifos). El rasterizador de las "fuentes" está generalmente instalado en la ROM del dispositivo de salida o forma parte del software del controlador.
El aspecto más destacado es que los procedimientos de acomodación del contorno pueden variar en función del fabricante que desarrolle cada tipo de letra en particular. El procedimiento parte de que la silueta del carácter se coloque sobre la rejilla de salida; el rasterizador llena todos los pixeles cuyos centros entran dentro de los límites internos del contorno. En principio, este procedimiento podría provocar algunos marginamientos (dropout), a pesar de que la acomodación se realice correctamente, si se trata de cuerpos pequeños, o cuando se ha producido alguna rotación o deformación. El formato prevé procedimientos de corrección para evitar estas aberraciones según el modo que los contornos entren en relación con los píxeles. Estas técnicas suplementarias deben ser sólo aplicadas cuando se pueda producir el peligro de marginamientos pues emplean más tiempo que un proceso de rasterización simple.